# جاناتان جاستین
جاناتان جاستین (انگلیسی: Jonathan Justin؛ زادهٔ ۲۷ فوریهٔ ۱۹۹۱) بازیکن فوتبال اهل موریس است.
از باشگاه‌هایی که در آن بازی کرده‌است می‌توان به باشگاه ورزشی آمیان اشاره کرد.
وی همچنین در تیم ملی فوتبال موریس بازی کرده‌است.